# Одиомон
Одиомон (фр. Haudiomont) насеље је и општина у североисточној Француској у региону Лорена, у департману Меза која припада префектури Верден.
По подацима из 2011. године у општини је живело 239 становника, а густина насељености је износила 25,7 становника/km². Општина се простире на површини од 9,3 km². Налази се на средњој надморској висини од 263 метара (максималној 393 m, а минималној 219 m).

## Демографија
| 1962. | 1968. | 1975. | 1982. | 1990. | 1999. | 2011. |
| ----- | ----- | ----- | ----- | ----- | ----- | ----- |
| 273   | 275   | 258   | 200   | 187   | 213   | 239   |

График промене броја становника у току последњих година